# Botryodiplodia lecanidion
Botryodiplodia lecanidion är en svampart som först beskrevs av Speg., och fick sitt nu gällande namn av Petr. & Syd. 1927. Botryodiplodia lecanidion ingår i släktet Botryodiplodia, ordningen Diaporthales, klassen Sordariomycetes, divisionen sporsäcksvampar och riket svampar.   Inga underarter finns listade i Catalogue of Life.